# Ecdysteroide

Hormonelle Regulation der Insektenentwicklung unter Beteiligung der Ecdysteroide

Ecdysteroide sind chemische Verbindungen, die als Hormone in Häutungstieren (Ecdysozoa), wie Spinnentieren, Krebsen und Insekten, vorkommen. Diese in der Prothoraxdrüse gebildeten Hormone, zu denen unter anderem Ecdyson und Ecdysteron zählen, steuern zahlreiche physiologische Prozesse dieser Tiere, wie die Häutung (Ecdysis), die Metamorphose oder die Fortpflanzung. Diese Prozesse werden auf molekularer Ebene über eine Aktivierung der zu den Kernrezeptoren zählenden Ecdysonrezeptoren und einer gezielten Aktivierung der Proteinbiosynthese vermittelt. Ecdysteroide und verwandte Substanzen werden ebenfalls von vielen Pflanzen als Bestandteil der Abwehr gegen Fraßfeinde produziert. Mit der Nahrung aufgenommene Ecdysteroide besitzen im Organismus des Menschen und anderer Säugetiere mangels eines Ecdysonrezeptors keine spezifische Funktion. 
Auf Grund des Fehlens eigener Rezeptoren wird die gezielte Einschleusung von Ecdysonrezeptoren und deren Aktivierung mit Hilfe von Ecdysteroiden in den Biowissenschaften als Untersuchungswerkzeug genutzt. Ungeachtet dessen werden unspezifische Wirkungen durch eine Aktivierung anderer Kernrezeptoren diskutiert. Für eine proklamierte therapeutische Anwendung, beispielsweise zum Muskelaufbau, gibt es keine hinreichenden Belege.